# Sherrill (Arkansas)
Sherrill – miasto w Stanach Zjednoczonych, w stanie Arkansas, w hrabstwie Jefferson.

## Demografia
W roku 2000 miasto zamieszkiwało 126 osób, a gęstość zaludnienia wynosiła 23,3 osoby/km². W roku 2023 liczba mieszkańców spadła do 52 osób, a gęstość zaludnienia poniżej 10 osób/km². Sherill należy do najszybciej wyludniających się miejscowości stanu Arkansas. Na przestrzeni niespełna ćwierćwiecza liczba mieszkańców zmniejszyła się o ponad połowę (spadek o 58,7%).